# Mac Mini

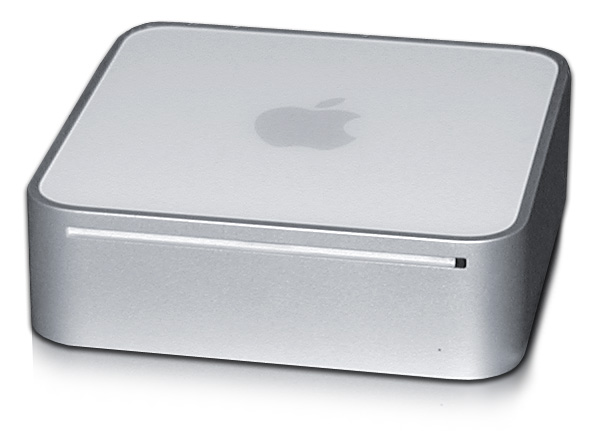
Apple Mac mini

Mac Mini är en familj persondatorer från Apple, först lanserad den 11 januari 2005 och vars främsta egenskap är dess kompakta format. Den modell som lanserades hösten 2024 mäter 50 x 127 x 127 mm) och väger ett knappt kilogram. Datorn använder Apples operativsystem Mac OS.

## BYODKM
Vid lanseringen användes begreppet BYODKM – Bring Your Own Display, Keyboard and Mouse. På svenska betyder det ”ta med din egen skärm, tangentbord och mus”. Detta syftar på att de nämnda delarna inte medföljer vid inköp. Användaren ska alltså använda utrustning denne redan har, alternativt inhandla tillbehören separat.

## Specifikationer

### Ursprungliga modeller
Den första modellen lanserades i januari år 2005. Det var då den billigaste datorn från Apple där den enklaste modellen vid lanseringen kostade under 5 000 kronor.
Ursprungliga modellspecifikationer vid lanseringen:
|                          | Model # M9686LL/A        | Model # M9687LL/A        |
| CPU: PowerPC G4          | 1,25 GHz                 | 1,42 GHz                 |
| Internminne: DDR 333 MHz | 256 MiB                  | 512 MiB                  |
| Hårddisk: Ultra ATA      | 40 GB                    | 80 GB                    |
| Grafikkort               | ATI Radeon 9200 - 32 MiB | ATI Radeon 9200 - 32 MiB |

Mer minne (max 1024 MiB), större hårddisk (max 80 GB), WLAN, Bluetooth och DVD-brännare fanns som alternativ.
Apple valde en design som gjorde det svårt att öppna datorn. För att öppna en Mac Mini krävdes det specialverktyg. Eftersom det är förhållandevis krångligt att öppna datorn, samt att det på den ursprungliga modellen endast finns en minnesplats på moderkortet är modeller med minst 512 MB internminne mindre begränsade. Passande minnestyper var DDR PC2700/333MHz CL3 utan buffert eller ECC (KTA-G4333), men även snabbare minnen kunde i vissa fall användas. Dock klockades det ner till den ursprungliga hastigheten.
Mac Mini såldes även med något snabbare PowerPC-processorer samt ett grafikkort med dubbelt så mycket minne.

### Mellanmodeller
Från och med februari 2006 fram till och med september år 2006 fanns tre modeller med en- och tvåkärniga Intel-processorer och 60 eller 80 GB hårddisk samt 512 MB RAM och integrerat grafikkort av typen Intel GMA 950, kombinerad DVD-läsare och CD-brännare, USB- och Firewire-portar, en port för gigabit Ethernet, en ljudport för in- respektive utmatning, samt en DVI-port med en adapter för att koppla in en VGA-skärm. Båda modellerna har Airport (trådlöst nätverk, WLAN) samt Bluetooth. I den dyraste modellen finns även en kombinerad DVD-brännare och CD-brännare, en så kallad Superdrive.
Det fanns även möjlighet att i viss utsträckning kundanpassa sin Mac Mini. Jämfört med grundmodellerna var arbetsminnet uppgraderingsbart till 1024 MB. Hårddisken kunde uppgraderas till 120 GB (för den billigare modellen gick det att välja en 80 GB hårddisk).
Processorn är av typen Intel Core Solo eller Duo och kan bytas till valfri processor som passar i samma sockel med 479 stift.
Minnen är parvis monterade och av samma typ som passar till samtida bärbara datorer.
|                          | Model # MA205*/A    | Model # MA206/A     |
| CPU: Intel Core          | 1,5 GHz (Core Solo) | 1,66 GHz (Core Duo) |
| Internminne: DDR 667 MHz | 512 MB              | 512 MB              |
| Hårddisk: Serial ATA     | 60 GB               | 80 GB               |
| Grafikkort: Intel GMA950 | 64 MB               | 64 MB               |

Mellanmodeller från och med september 2006 är i stort sett likvärdiga med tidigare modeller. Modellerna har fått processorer som arbetar med en högre frekvens samt att Soloprocessorn har bytts ut mot Duo. Observera att Macintoshdatorer som har en processor tillverkad av Intel inte kan köra program i det så kallade Classicläget i OS X.
|                          | Model # MA607       | Model # MA608       |
| CPU: Intel Core          | 1,66 GHz (Core Duo) | 1,83 GHz (Core Duo) |
| Internminne: DDR 667 MHz | 512 MB              | 512 MB              |
| Hårddisk: Serial ATA     | 60 GB               | 80 GB               |
| Grafikkort: Intel GMA950 | 64 MB               | 64 MB               |

Maximal minnesmängd: 2 GB fördelat på två minneskort.

### Modeller 2007–2009
Modeller från och med augusti 2007 till och med mars 2009 har fått 64-bitarsprocessorer. Dessa modeller har fått dubbelt så mycket minne (1 GB), processorer som arbetar med en högre frekvens samt kommer med enbart Core 2 Duo-processor.  Observera att Macintoshdatorer som har en processor tillverkad av Intel inte kan köra program i det så kallade Classicläget i OS X.
|                          | Model # ?             | Model # Macmini2,1   |
| CPU: Intel Core          | 1,83 GHz (Core 2 Duo) | 2,0 GHz (Core 2 Duo) |
| Internminne: DDR 667 MHz | 1 GB                  | 1 GB                 |
| Hårddisk: Serial ATA     | 80 GB                 | 120 GB               |
| Grafikkort: Intel GMA950 | 64 MB                 | 64 MB                |
| Pris                     | 4 995 kr              | 6 895 kr             |

Maximal minnesmängd som stöds av Apple: 2 GB fördelat på två minneskort. Man kan installera 3 GB minne, 1*2GB och 1*1GB. Kan också fås med 160 GB hårddisk.

### Mars 2009–oktober 2009
Den 3 mars 2009 kom nya modeller av Mac Mini med grafikkortet Nvidia Geforce 9400M och processor på upp till 2,26 GHz.

### Oktober 2009–juni 2010
Den 20 oktober 2009 kom nya modeller av Mac Mini. Servermodellen saknade inbyggd optisk läsare och hade istället en extra hårddiskposition samt Mini Displayport och en mini-DVI för video ut.

### Juni 2010
I juni 2010 lanserades en något plattare men bredare och djupare modell av Mac Mini med stöd för 8 GB RAM och förenklad åtkomst till  minnesmoduler. HDMI-utgång ersatte DVI-porten, Mini DisplayPort-kontakten uppgraderades och en USB-utgångar togs bort. En kortläsare för SD-minneskort har införts på datorns baksida. 
|                                 | Model juni 2010                        | Model Mac mini server          |
| CPU: Intel Core                 | 2,4 GHz (Core 2 Duo, 2.66 GHz tillval) | 2.66 GHz (Core 2 Duo)          |
| Internminne: 1066 MHz           | 2 GB (max: 8 GB)                       | 4 GB (max: 8 GB)               |
| Hårddisk: Serial ATA            | 320 GB (500 GB tillval)                | 1 TB (2 stycken 500 GB-diskar) |
| Grafikkort: Nvidia Geforce 320M | 256 MB                                 | 256 MB                         |
| Pris vid lansering              | 7 995 kr inkl moms                     | 11 395 kr inkl moms            |